# Pandanus tunicatus
Pandanus tunicatus là một loài thực vật có hoa trong họ Dứa dại. Loài này được B.C.Stone miêu tả khoa học đầu tiên năm 1975.